# Emilio Sánchez Fuentes
Emilio José Sánchez Fuentes, nacido el 30 de marzo de 1985 en Albacete (España), fue un futbolista español que jugaba en la demarcación de centrocampista y su último equipo fue el Doxa Katokopias (Primera División de Chipre) de Chipre.

## Biografía
Se formó en la cantera del Levante U. D., donde llegó de la cantera del Albacete "B", debutando con el primer equipo en su etapa juvenil en la última jornada de la temporada 2003-04 en el empate (4-4) frente al Terrassa F. C.. Posteriormente dio el salto al filial graná en 2.ª B, donde permaneció dos temporadas sin apenas protagonismo (5 partidos).
Tras quedar libre del contrato con el Levante U. D., firmó por el recién ascendido C. F. Villanovense (2.ª B). Pese a descender con los Serones, el Real Jaén C.F. (2.ª B) le contrató en la temporada 2007-08 contando con minutos tanto con el técnico Fernando Campos como con su sustituto Carlos Terrazas.
En la siguiente temporada dio el salto definitivo a 2.ª División al fichar por el Deportivo Alavés. Posteriormente pasó por el R. C. Recreativo de Huelva (2009-2011), Real Murcia C. F. (2011-2013), Deportivo Alavés (13-14), C.D. Mirandés (2014-2015) y U. E. Llagostera-Costa Brava (2015-2016).
Tras su paso por el conjunto catalán se encontró sin equipo, hasta que en el mercado de invierno de la temporada 16-17 firmó por el Doxa Katokopias (Primera División de Chipre) chipriota, donde se encontraban otros jugadores españoles como Coro o Braulio Nóbrega. Al terminar la temporada, se retiró del fútbol profesional.

## Clubes
| Club                         | País   | Año       |
| ---------------------------- | ------ | --------- |
| Levante U. D.                | España | 2003-2004 |
| At. Levante U. D.            | España | 2004-2006 |
| C. F. Villanovense           | España | 2006-2007 |
| Real Jaén C. F.              | España | 2007-2008 |
| Deportivo Alavés             | España | 2008-2009 |
| R. C. Recreativo de Huelva   | España | 2009-2011 |
| Real Murcia C. F.            | España | 2011-2013 |
| Deportivo Alavés             | España | 2013-2014 |
| C. D. Mirandés               | España | 2014-2015 |
| U. E. Llagostera-Costa Brava | España | 2015-2016 |
| Doxa Katokopias              | Chipre | 2016-2017 |